# Yigal Allon
Yigal Allon (Hebreeuws: יגאל אלון) (Kfar Tavor (Palestina), 10 oktober 1918 – Afula (Israël), 29 februari 1980) was een Israëlisch militair en politicus. Hij was in 1969 waarnemend premier.

## Levensloop

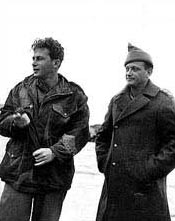
Allon en Yitzak Rabin in 1949

Allons vader immigreerde in 1890 naar Palestina. Hijzelf was een van de oprichters van de kibboets Ginosar aan de westelijke zijde van het Meer van Tiberias in het noorden van Israël. Allon voegde zich op 13-jarige leeftijd bij de Hagana, een zionistisch-Joodse paramilitaire organisatie die het doel had de Joodse gemeenschap binnen het Britse Mandaatgebied Palestina te beschermen. Tijdens de Arabisch-Palestijnse opstand (1936-39) leidde hij een veldeenheid en nam deel aan nachtelijke operaties onder leiding van de bekende Britse officier Orde Wingate. In 1941 was hij een van de oprichters van de Palmach, de elite-eenheid van de Hagana. In hetzelfde jaar was Allon een verkenner van de Britse troepen die Syrië en Libanon binnenvielen. In 1945 was hij opgeklommen tot hoofd van de Palmach.
Tijdens de Israëlische Onafhankelijkheidsoorlog leidde Allon verschillende grote operaties. Na het uitroepen van de Israëlische onafhankelijkheid brak er een conflict uit tussen de Israëlische regering onder leiding van premier David Ben-Gurion en de Irgoen, een radicale factie die de Britten altijd met veel geweld hadden bestreden. Ben Goerion wilde dat zij zouden opgaan in het nieuw gevormde Israëlisch defensieleger (I.D.F), maar de Irgoen voelde daar weinig voor. Het schip de Altalena leverde wapens, maar Ben Goerion gaf Allon de opdracht het schip te bombarderen. Vanaf begin 1949 gaf hij leiding aan het zuidelijke legercommando en was in die hoedanigheid verantwoordelijk voor de bewaking van de grens met Egypte. Tijdens een bezoek aan Parijs in oktober 1949 kreeg hij te horen dat Ben Goerion hem had vervangen voor Moshe Dayan. In reactie daarop trok Allon zich terug uit actieve dienst.
Allon hielp in januari 1948 met de vorming van de linkse Mapam-partij. Na de Onafhankelijkheidsoorlog vroeg Ben Goerion of hij afstand wilde nemen van deze partij, omdat hij deze zag als een concurrent van zijn eigen Mapai. Na zijn vertrek uit het leger ambieerde Allon een carrière in de politiek. Van 1950 tot 1952 studeerde hij eerst nog filosofie aan het St. Antony's College, een college van de Universiteit van Oxford. In 1955 werd hij namens Ahdut HaAvoda, een voorloper van de huidige Arbeidspartij, gekozen in de Knesset. Deze partij bood een mengeling van socialisme en romantisch nationalisme. De leden ervan konden het niet verkroppen dat men in 1948 niet gelijk het "Joodse hartland", de Westelijke Jordaanoever, had veroverd . Allon zou tot zijn dood in 1980 deel ervan uitmaken. Van 1961 tot 1969 was hij minister van Arbeid en onder andere verantwoordelijk voor de werkgelegenheid bij de overheid en uitbreiding van het wegennetwerk.
Israëlische generaals en enkele belangrijke figuren in het Israëlische establishment zochten naar gunstige politieke gelegenheden die een voorwendsel konden vormen om via militair ingrijpen tot gebiedsuitbreiding over te gaan. In zijn autobiografie Masach hol ("A Curtain of Sand"; 1960) beschreef hij dergelijke gevallen. Het geval bijvoorbeeld dat het Hashemitische koningshuis in Jordanië ten val gebracht zou worden. Of het afsluiten van de Straat van Tiran of omleiden van de rivier de Jordaan. In dergelijke gevallen moest men ertoe overgaan de Westelijke Jordaanoever te bezetten (en zo nodig delen van de oostoever) . 
Na de Zesdaagse Oorlog in juni 1967 trad dit zogeheten Allon-plan - officieus - in werking. Dit plan werd voorgelegd aan het Israëlische kabinet en voorzag in een opdeling van de Westelijke Jordaanoever. Israël zou ongeveer een derde van het gebied in handen houden, terwijl de rest werd teruggeven aan Jordanië of deel zou gaan uitmaken van een nieuw te vormen Palestijnse staat. Het plan voorzag in een aantal nederzettingen langs de Jordaan die tevens als verdedigingslinie konden dienen. Een strook land langs de weg tussen Jeruzalem en Jericho, Goesj Etsion en delen van Hebron zouden door Israël worden geannexeerd. Ook zouden er kleine territoriale aanpassingen langs de Groene Lijn, met name in de omgeving van Latrun, worden gemaakt. Ook was Allon voorstander van de bouw van Joodse wijken in Oost-Jeruzalem en de herbouw van het Joodse Kwartier in de Oude Stad van Jeruzalem. Verder stelde hij de annexatie van de Gazastrook voor. De daar wonende Arabieren zouden dan ergens anders hervestigd kunnen worden. In een herziene versie van het plan stelde Allon voor om de Gazastrook op te nemen in een Jordaans-Palestijnse staat.
Het plan werd nooit officieel aangenomen door de opeenvolgende Israëlische regeringen ,maar werd in september 1968 wel voorgesteld aan de Jordaanse koning Hoessein, maar deze wees het af. Vervolgens diende het plan als blauwdruk voor hoe Israël in de decennia daarna te werk zou gaan op de Westelijke Jordaanoever.
Van 1968 tot 1969 was hij vicepremier en minister van Immigratie. Na de plotselinge dood van Levi Eshkol was Allon enkele weken waarnemend premier, voordat Golda Meir aantrad. In Meirs kabinet was hij vervolgens van 1969 tot 1974 minister van Onderwijs en Cultuur en opnieuw vicepremier. In september 1970 woedde er in Jordanië een gewapend conflict, bekend onder de naam Zwarte September, tussen de PLO van Yasser Arafat en de Jordaanse regering. Allon stelde voor om koning Hoessein in deze te steunen. Van 1974 tot 1977 was hij minister van Buitenlandse Zaken. Ten tijde van zijn plotselinge dood in februari 1980 was hij met Shimon Peres in competitie om leider te worden van een alliantie van linkse partijen.
1. ↑  Ilan Pappe, The Biggest Prison on Earth, Oneworld, London, 2017, p.24
2. ↑   Masach hol (A Curtain of Sand), Jigal Allon, 1960, p.344-348; gevonden bij: Ilan Pappe, The Biggest Prison on Earth, Oneworld, London, 2017, p.23